# Fraude de paternidad
El fraude de paternidad, también conocido como fraude de identidad infantil, paternidad mal atribuida o discrepancia de paternidad, es la identificación errónea intencional del padre biológico de un niño. Es una forma de paternidad erróneamente atribuida porque el padre putativo de un niño no es su padre biológico. En el caso del fraude paternal, la atribución errónea es deliberada y no accidental.
El fraude de paternidad es distinto de otras atribuciones erróneas no intencionales, que pueden surgir de un simple error, una confusión durante un tratamiento de fertilidad o una agresión sexual.[cita requerida]

## Estatus legal
El fraude de paternidad no es un delito en la mayoría de países como el Reino Unidoen los que la inscripción en tanto que padre, el cuidado de niño y la convivencia durante la concepción pueden dar lugar a que el cónyuge sea reconocido como padre a todos los efectos legales. En Australia, la pareja puede demandar por el dinero invertido en la crianza del niño que se reveló no ser suyo, pero requiere pruebas de la intencionalidad. En Canadá, la jurisprudencia confirma que una relación suficiente con el niño antes de descubrir el fraude justifica el mantenimiento las responsabilidades paternas. Estados Unidos también tiene una fuerte presunción de paternidad marital.
Sin embargo, la acción de engañar a la pareja respecto a la paternidad sí que puede dar lugar a una indemnización en países como España, Finlandia o Corea del Sur. En el caso de España, una sentencia en 2023 confirma que la ocultación de la paternidad puede dar lugar tanto al reconocimiento de la no paternidad como a una indemnización por daños morales. La jurisprudencia del tribunal supremo es confusa y afirma que la acción misma no es suficiente para la condena, y no ha lugar si el supuesto padre tuvo razones de sospechar respecto a la paternidad pero no realiza un test. La audiencia provincial de Badajoz declaró: 

Ciertamente, no todo perjuicio en las relaciones de pareja será indemnizable. La convivencia no es fácil y tampoco existe un derecho a ser amado para siempre, pero, desde el punto
de vista jurídico, no se puede permitir que todo lo que pase en casa se quede en casa. Hay que superar precisamente el modelo familiar patriarcal, que fomentaba la impunidad.

Se han propuesto nuevas leyes y reglas por los movimientos por los derechos de los padres, especialmente desde el inicio de las pruebas de ADN. Algunos activistas son Tom Leykis, Ned Holstein y Glenn Sacks.

## Frecuencia del fraude
Una investigación publicada en 2016 indicó que uno de cada 50 hombres británicos cría un hijo que cree suyo pero que en realidad es hijo biológico de otro hombre.
Una revisión científica de 2005 de estudios publicados internacionalmente sobre discrepancia paterna encontró un rango de incidencia, en todo el mundo, del 0,8% al 30% (mediana 3,7%). Sin embargo, como muchos de los estudios se realizaron entre las décadas de 1950 y 1980, las cifras pueden no ser confiables debido a las imprecisiones de los métodos y procedimientos de pruebas genéticas utilizados en ese momento. Los estudios que datan de 1991 a 1999 citan las siguientes tasas de incidencia: 11,8% (México), 4,0% (Canadá), 2,8% (Francia), 1,4% y 1,6% (Reino Unido) y 0,8% (Suiza). Estas cifras sugieren que la cifra ampliamente citada y sin fundamento del 10% de eventos no paternos es una sobreestimación. No obstante, otros estudios dictan que los nacidos de padres jóvenes, de parejas no casadas y de un nivel socioeconómico más bajo, o pertenecientes a ciertos grupos culturales, eran los más expuestos a este fraude.